# Дзерави
Дзерави (пол. Dzierawy) — село в Польщі, у гміні Коло Кольського повіту Великопольського воєводства.
Населення — 350 осіб (2011).
У 1975—1998 роках село належало до Конінського воєводства.

## Демографія
Демографічна структура станом на 31 березня 2011 року:
|          | Загалом | Допрацездатний вік | Працездатний вік | Постпрацездатний вік |
| -------- | ------- | ------------------ | ---------------- | -------------------- |
| Чоловіки | 172     | 42                 | 118              | 12                   |
| Жінки    | 178     | 30                 | 112              | 36                   |
| Разом    | 350     | 72                 | 230              | 48                   |